# 克雷格黑德縣 (阿肯色州)
克雷格黑德縣（英語：Craighead County）是美国阿肯色州東北部的一個縣，東北鄰密蘇里州。面積1,847平方公里。根据2020年美國人口普查，共有人口111,231人。縣治萊克城和瓊斯伯勒。該縣成立於1859年2月19日，縣名紀念州參議員托马斯·克雷格黑德。本縣為一禁酒的縣。